# Блистів Олександр
Олександр Блистів (псевдо: «Гайдамака»; 4 лютого 1916, м. Хуст — березень 1939, с. Стеблівка) — керівник ОУН в м. Хусті, поручник Карпатської Січі, командант сотні Хустського коша.

## Життєпис

Олександр Блистів у пластунському однострої

Народився 4 лютого 1916 року в місті Хуст, нині Закарпатська область, Україна (тоді жупа Мармарош, Угорське королівство, Австро-Угорщина). 
Навчався у народній школі, а згодом у Хустській гімназії. Вступив до Пласту (курінь «Самітні Рисі»). Згодом продовжує навчання в іншій українській гімназії у Модржанах, недалеко від Праги. Поступив на філософський факультет у Празі.
Ще навчаючись у Хустській гімназії, вступив до ОУН, очолював міську організацію. Стає організатором Хустського коша Карпатської Січі.
Служив у особистій охороні президента Карпатської України Августина Волошина.
У ранзі поручника взяв участь у боях Карпатської Січі проти чеських та угорських окупантів. Відзначився у бою на Красному полі. Ось як описує ці події Степан Пап-Пугач : 
| 16 березня. Уранці пластунам-семінаристам прийшла поміч. Сотня січовиків під командою старшого пластуна розвідника Кіштулинця. Він довголітній таборовик, пластун при Торговельній Академії в Мукачеві. Він уже вислужив військову повинність, був поручником чехословацької армії. В його сотні теж трійка старших пластунів з куреня «Самітні Рисі»: Іван Рак, Михайло Теґза та Олександер Блистів.”. …Трійка «Самітних Рисів» зайняла стратегічне місце… Іван Рак, вислужений вояк, підстаршина чехосл. армії. Зате М. Теґза й О. Блистів уперше держать кріси у своїх руках. Рак із скорострілом у руках. Він командує: — Ви обидва не вмієте стріляти, піддавайте мені амуніцію! Вони не пускають мадярів через міст Тиси. |
Після угорської окупації Блистів переховується в Хусті, однак його знаходять та ув'язнюють. В тюрмі піддають тортурам та засуджують до розстрілу. Михайло Киштулинець, якого також утримували у хустській в'язниці знайшов у келії, де раніше сидів Олександр Блистів записку, яка була схована під дошку. Блистів не мав олівця, тому шпилькою проколов собі палець і власною кров'ю написав: 
| Я, Олександер Блистів, 23-річний, з Хусту, іду на смерть за те, що люблю свою рідну Україну. |
Він також подає у записці прізвища членів так званої «Мадярської Народної Ради» в Хусті, які засуджували полонених січовиків. Головою її був адвокат С. Будай, членами: реформатський пастор Бейла Сабов, греко-католицький парох о. Іван Бокшай, православний священик-москвофіл о. Георгій Станканинець та один селянин, прихильник мадярів.
Після присуду його вивели з Хуста в напрямку села Стеблівка та розстріляли. Похований на сільському цвинтарі.

## Вшанування пам'яті
- 14 березня 2019 році у місті Хуст було встановлено меморіальну дошку. [1]
- В місті Ужгород на його честь перейменовано вулицю.[2]
- У селі Липча Хустського району розпорядженням голови ОВА його іменем перейменували вулицю.
- У селі Бороняво розпорядженням голови ОВА його іменем перейменували вулицю.